# Relé d'estat sòlid
Un relé d'estat sòlid (SSR en anglès) és un dispositiu interruptor electrònic que commuta el pas de l'electricitat quan un petit corrent és aplicat als terminals de control. Els SSR consisteixen en un sensor que respon a una entrada apropiada (senyal de control), un interruptor electrònic d'estat sòlid que commuta el circuit de càrrega i un mecanisme d'acoblament a partir del senyal de control que activa aquest interruptor sense parts mecàniques. El relé pot estar dissenyat per commutar corrent altern o continu. Fa la mateixa funció que el relé electromecànic però sense parts mòbils.
El terme relé d'estat sòlid és la traducció de l'expressió anglesa Solid State Relay (SSR) i fa referència a dispositius semiconductors capaços de realitzar les mateixes funcions que els relés i contactors electromecànics comuns, que no és més que l'activació de càrregues d'alta potència amb un baixa potència motriu. Tot i que tenen les mateixes funcions, el relé d'estat sòlid funciona de manera diferent, la principal diferència és que el SSR no té elements mecànics ni peces mòbils a l'interior, el funcionament es deu totalment als components semiconductors presents en la seva estructura.

## Funcionament

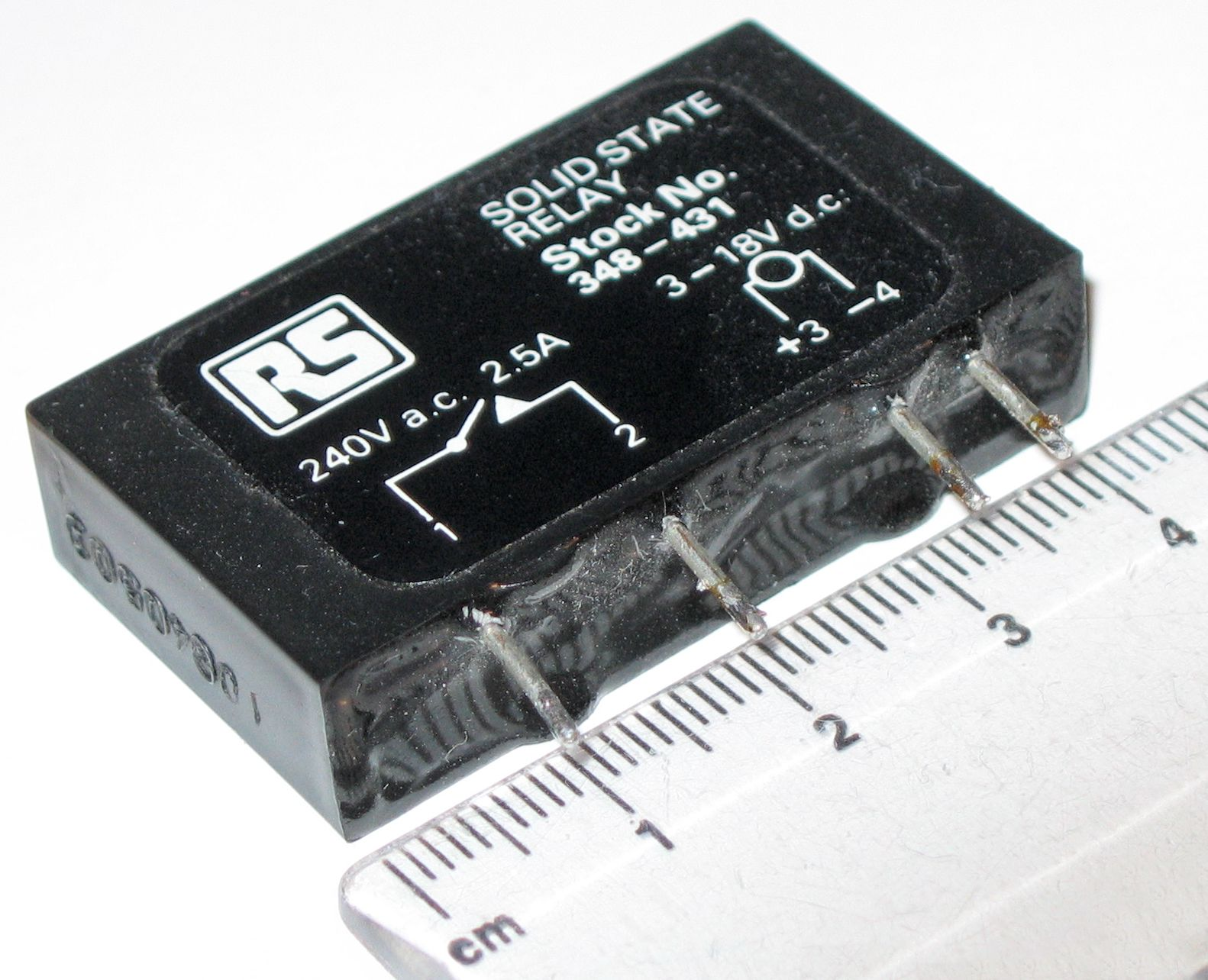
relé d'estat sòlid

El relé d'estat sòlid no té peces mecàniques, funcionant a través de tiristors que commutan quan un determinat corrent passa per ells, aquest és un procés físic que es produeix en el tiristor, transistors o triacs que elimina la necessitat de contactes metàl·lics dins del relé o que de manera exponencial. augmenta la seva vida útil i seguretat de funcionament, a més d'eliminar el soroll i requerir càrregues més petites per a l'alimentació. En el seu funcionament, hi ha un circuit d'accionament format per un optoacoblador que, quan s'engega, fa que un FET condueixi intensament un corrent, superior a l'entrada, per alimentar/conduir una càrrega específica.

## Precaucions d'ús
Quan un relé d'estat sòlid està sotmès a un curtcircuit a la seva sortida, pateix algun dany i entra en un estat de curtcircuit intern. Aquí és on radica el major perill, perquè a partir d'aquest moment, la càrrega s'engega contínuament, requerint una certa cura per evitar danys als processos controlats. Per evitar aquest problema, es recomana utilitzar fusibles ultra ràpids, garanteixen la protecció del relé i també Index Operation Care en l'ús de tot el circuit utilitzat. Un altre problema, encara que menys preocupant, és el seu elevat escalfament quan està sotmès a altes freqüències i corrents, per la qual cosa és de primordial importància utilitzar dissipadors de calor .

## Característiques[4]

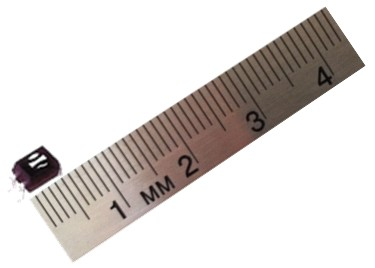
Figura 2. - Relé d´estat sòlid en miniatura.

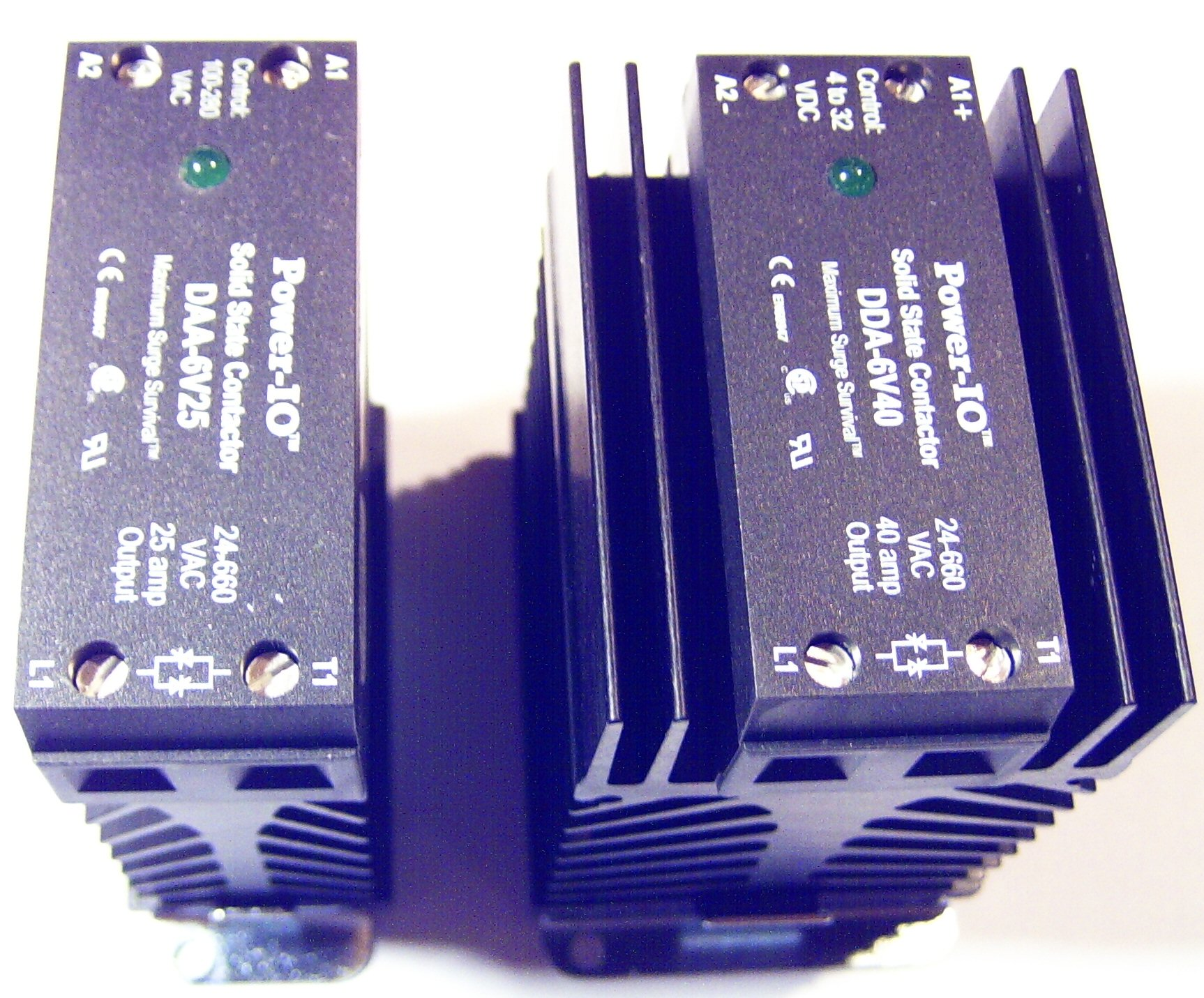
Figura 3. - Contactor d´estat sòlid.

La majoria dels avantatges relatius dels relés d'estat sòlid respecte als relés electromecànics són comuns a tots els dispositius d'estat sòlid en comparació amb els dispositius electromecànics.
- Funcionament totalment silenciós.[5]

- El relé d'estat sòlid no genera arc elèctric, a causa de l'absència de contactes físics;
- La vida útil dels relés d'estat sòlid és més llarga, ja que tenen menys desgast amb l'ús, a causa del fet que el component de commutació és un semiconductor, és a dir, no té components mecànics;
- El temps de commutació dels relés d'estat sòlid és considerablement més curt en comparació amb els relés electromecànics, de manera que responen a freqüències de commutació elevades;
- Els relés d'estat sòlid no generen soroll, a diferència dels relés electromecànics;
- Els relés d'estat sòlid no generen interferències electromagnètiques (EMI) quan es produeix la commutació;
- La tensió de funcionament i el rang de corrent del relé d'estat sòlid és més ampli; Mida física més petita;[6]

## Desavantatges
- El circuit de sortida és sensible i es pot danyar per sobretensions;
- Cal una alimentació aïllada per al circuit de la porta dactivació.
- La sortida d'alguns relés d'estat sòlid necessita un corrent de funcionament mínim, a causa del corrent de manteniment del semiconductor emprat
- Generalment, el relé d'estat sòlid té un cost més elevat en comparació amb els relés convencionals;
- Tenen tendència a quedar en circuit tancat quan fallen, mentre que els mecànics tendeixen a quedar oberts, que sol ser preferible.
- En el relé d'estat sòlid, hi ha escalfament quan es controlen corrents elevats o quan s'estan commutant a freqüències elevades, que requereixen dissipadors de calor.[7]

## Aplicacions més habituals
L'ús de relés d'estat sòlid ha crescut en els darrers anys, sent cada cop més utilitzats en el control de processos industrials, especialment en el control de temperatura, vàlvules, solenoides i diverses altres àrees de la indústria com fabricants de màquines, indústries alimentàries, il·luminació industrial, sistemes de seguretat, automatització industrial., instrumentació electrònica, control d'ascensors, entre d'altres. Com que el relé d'estat sòlid està fet de semiconductors i té una bona resposta de commutació, és capaç de canviar fins i tot quan està sotmès a freqüències més altes. Això fa que els relés d'estat sòlid s'utilitzin com a interruptor en circuits de modulació d'amplada de pols, és a dir, utilitzats en circuits PWM (modulació d'amplada de pols).